# Philodromus lhasana
Philodromus lhasana este o specie de păianjeni din genul Philodromus, familia Philodromidae, descrisă de Hu în anul 2001. Conform Catalogue of Life specia Philodromus lhasana nu are subspecii cunoscute.